# Kafka. Per una letteratura minore
Kafka. Per una letteratura minore è un libro scritto nel 1975 dal filosofo francese Gilles Deleuze in collaborazione con Félix Guattari, pubblicato presso  Les Éditions de Minuit. 

## Contenuto
Analizzando l'opera di Franz Kafka gli autori ne individuano la vertigine e il procedimento, legato al desiderio di usare una lingua minore, con concetti quali "deterritorializzazione" (ossia in divenire continuo, senza radici), "concatenamento collettivo dell'enunciazione" (per mancanza di soggetto, quasi si trattasse di scrittura di musica seriale o per una "macchina d'espressione"). Parlano di uso "intensivo", piuttosto che simbolico, della lingua, attraversata da Kafka come fosse nomade, straniero e digiunatore.
Attraverso il concatenamento, il linguaggio "cessa di essere rappresentativo per tendere verso i suoi limiti o i suoi estremi", non è qui, ma dappertutto e al di là, all'inseguimento di "figure dell'espressione" lungo la rete o tela di ragno delle parole (quel che diventa nella riflessione successiva degli autori il "rizoma"). Tutti i racconti di Kafka sono essenzialmente racconti di animali, anche quando non si parla affatto di animali, ossia il tentativo di trovare una via d'uscita, una linea di fuga (La metamorfosi essendo la deterritorializzazione assoluta dell'uomo che con il proprio divenire-animale compie un viaggio immobile e infinito, varcando "soglie d'intensità"). Kafka nei racconti è affascinato da tutto ciò che è piccolo e impercettibile, da ciò che si ripiega e chiude in sé come da ciò che si moltiplica scavando vie d'uscita dappertutto. Nei romanzi (Il disperso, Il processo, Il castello), ancora di più, l'espressione precede il contenuto, e la linea di fuga porta via tutta la politica, l'economia, la burocrazia e la giurisprudenza, in un movimento comico e politico, profondamente gioioso e clownesco, che presenta la legge come forma vuota, pura forma (Kafka aveva scritto che "non si deve credere che tutto è vero, si deve credere soltanto che tutto è necessario") la cui trascrizione in concatenamenti smonta i concatenamenti stessi. "Là dove si credeva che ci fosse legge, c'è invece desiderio, e desiderio soltanto".
Rovesciando la critica kafkiana consueta (per quel tempo), Kafka appare come autore divertente e divertito, per niente tragico o masochista, senza quel complesso di Edipo che riporta la sua anti-coniugalità alla prigionia in famiglia. Secondo Deleuze e Guattari (soprattutto nel capitolo 7), le donne sono altrettante linee di fuga: sorelle, serve o commesse, e prostitute sono le tre categorie di donne che smontano la macchina familiare. Semmai si parla di incesto non si tratta di desiderio verso la madre e i suoi sostituti, ma di "incesto-schisi", puerile solo nel senso in cui i blocchi di infanzia si introducono nel presente adulto per scatenare le connessioni, la molteplicità delle linee di fuga e, infine, la rivolta alle "impressioni estetiche" (legate alle qualità sensibili casuali come odori, luci, contatti, fughe dell'immaginazione, sogni). Kafka è anti-lirico, iper-realista e macchinista delle intensità, procede per blocchi e soglie, proliferando contro le trappole persistenti della soggettività. 
L'edizione italiana del testo, tradotto da Alessandro Serra, è uscita una prima volta nella collana «Materiali» (n. 41) di Feltrinelli nel 1975, poi riedita da Quodlibet nel 1996.